# Jan Chytrý
Jan Chytrý (* 8. Februar 1917 in Horní Počaply; † unbekannt) war ein tschechoslowakischer Boxer.

## Werdegang
Jan Chytrý nahm an den Olympischen Sommerspielen 1936 in Berlin teil. Im Leichtgewichtsturnier schied er in der ersten Runde gegen den Japaner Hidekichi Nagamatsu aus.